# Heather Langenkamp
Heather Langenkamp (n. 17 iulie 1964, Tulsa, Oklahoma, SUA) este o actriță americană.

## Filmografie

### Film
| An   | Titlu                                       | Rol                        | Note                                | Referințe |
| ---- | ------------------------------------------- | -------------------------- | ----------------------------------- | --------- |
| 1983 | The Outsiders                               | [ a ]                      | Scene șterse                        | [ 3 ]     |
| 1983 | Rumble Fish                                 | [ a ]                      | Scene șterse                        | [ 3 ]     |
| 1984 | Nickel Mountain                             | Callie Wells               |                                     |           |
| 1984 | A Nightmare on Elm Street                   | Nancy Thompson             |                                     | [ 3 ]     |
| 1987 | A Nightmare on Elm Street 3: Dream Warriors | Nancy Thompson             |                                     | [ 3 ]     |
| 1989 | Shocker                                     | Victimă                    | Cameo                               | [ 3 ]     |
| 1994 | Wes Craven's New Nightmare                  | Heather Langenkamp         |                                     | [ 3 ]     |
| 1995 | The Demolitionist                           | Christy Carruthers         |                                     | [ 3 ]     |
| 1999 | Fugitive Mind                               | Suzanne Hicks              | Direct-pe-video                     |           |
| 2007 | The Bet                                     | Heather Langenkamp         |                                     |           |
| 2008 | Prank                                       | None                       | Regizor; segmentul: "Jennifer"      |           |
| 2010 | Never Sleep Again: The Elm Street Legacy    | Narator / Rolul ei         | Documentar; și producător executiv  |           |
| 2011 | I Am Nancy                                  | Rolul ei                   | Documentar; și producător executiv  |           |
| 2012 | The Butterfly Room                          | Dorothy                    |                                     | [ 3 ]     |
| 2013 | Star Trek Into Darkness                     | Moto                       | Cameo                               |           |
| 2015 | Intruder                                    | Sally                      | Scurtmetraj                         |           |
| 2016 | Home                                        | Heather                    |                                     |           |
| 2017 | The Sub                                     | Senora Babcock             | Scurtmetraj                         |           |
| 2018 | Hellraiser: Judgment                        | Landlady                   | Direct-to-video; cameo              |           |
| 2019 | Road Trash                                  | Narator                    | Scurtmetraj                         |           |
| 2019 | Portal                                      | Fiona                      |                                     |           |
| 2019 | Washed Away                                 | None                       | Scurtmetraj; scenarist și regizoare |           |
| 2019 | In Search of Darkness                       | Rolul ei                   | Documentar                          |           |
| 2020 | In Search of Darkness: Part II              | Rolul ei                   | Documentar                          |           |
| 2021 | My Little Pony: A New Generation            | Dazzle Feather / Mayflower | -                                   |           |
| 2022 | Glitch                                      | Emily's mother             |                                     |           |

### Televiziune
| An        | Titlu                              | Rol                           | Note                                         |
| --------- | ---------------------------------- | ----------------------------- | -------------------------------------------- |
| 1984      | Passions                           | Beth Kennerly                 | Film TV                                      |
| 1985      | Suburban Beat                      | Hope Sherman                  | Episod pilot                                 |
| 1986      | CBS Schoolbreak Special            | Erica                         | Episodul: "Have You Tried Talking to Patty?" |
| 1986      | ABC Afterschool Special            | Paula Finkle                  | Episodul: "Can a Guy Say No?"                |
| 1986      | Heart of the City                  | Audrey                        | Episodul: "Of Dogs and Cat Burglars"         |
| 1987      | The New Adventures of Beans Baxter | Tracy                         | Episodul: "Beans Goes to Camp"               |
| 1987      | Hotel                              | Monica                        | Episodul: "Desperate Moves"                  |
| 1988      | Circus of the Stars #13            | Rolul ei                      | Special TV                                   |
| 1988–1990 | Growing Pains                      | Marie Lubbock / Amy Boutilier | 5 episoade                                   |
| 1988–1990 | Just the Ten of Us                 | Marie Lubbock                 | Rol principal (47 episoade)                  |
| 1990      | ABC TGIF                           | Marie Lubbock                 | Episodul: "#1.19"                            |
| 1994      | Tonya and Nancy: The Inside Story  | Nancy Kerrigan                | Film TV                                      |
| 1997      | Perversions of Science             | Lou Ann Solomon               | Episodul: "Ultimate Weapon"                  |
| 1999      | Partners                           | Suzanne                       | Episodul: "Always..."                        |
| 2000      | 18 Wheels of Justice               | Waitress                      | Episodul: "Genesis                           |
| 2002      | JAG                                | Janet Thompson                | Episodul: "Odd Man Out"                      |
| 2014      | American Horror Story: Freak Show  | Female Toulouse               | 2 episoade                                   |
| 2017      | Truth or Dare                      | Donna Boone                   | Film TV                                      |
| 2020      | JJ Villard's Fairy Tales           | Charla (voce)                 | Episodul: "Boypunzel"                        |
| 2022      | The Midnight Club                  | TBA                           | Rol principal                                |

### Seriale web
| An        | Titlu   | Rol                | Note       |
| --------- | ------- | ------------------ | ---------- |
| 2015      | The Bay | Sharon Monroe      | 4 episoade |
| 2016–2020 | The Bet | Heather Langenkamp | 4 episoade |

### Videoclipuri
| An   | Titlu          | Artist | Rol           | Ref.  |
| ---- | -------------- | ------ | ------------- | ----- |
| 1985 | "Sleeping Bag" | ZZ Top | Sleeping Girl | [ 4 ] |